# Totale Kommunikation
Totale Kommunikation (englisch Total Communication – TC) ist ein von Roy Holcomb geprägter Kommunikationsansatz, der darauf abzielt, je nach den besonderen Bedürfnissen und Fähigkeiten der Person verschiedene Kommunikationsmittel/Methoden (vorwiegend für Gehörlose) wie Gebärdensprache, Sprache, Lippenlesen, Hörgeräte usw. zu nutzen.
Die Totale Kommunikation kann eine oder mehrere Kommunikationsarten wie manuell, mündlich (synonym auch auditiv oder akustisch), visuell und schriftlich umfassen, die für die Erziehung eines gehörlosen Kindes je nach seinen Bedürfnissen und seinem Entwicklungsstand am besten geeignet sind. Es schlägt eine Brücke zwischen Oralismus und Manualismus.
Lehrer, die die totale Kommunikation nutzen, sprechen und gebärden oft gleichzeitig die Wörter, die dem entsprechen, was sie sagen.

## Geschichte
Im Jahr 1967 befürwortete Roy Holcomb, leitender Pädagoge an einer Grundschule in Südkalifornien für gehörlose Kinder, den Einsatz aller möglichen Mittel zur Bildung gehörloser Kinder.
Ab 1969 verwendete er den Begriff totale Kommunikation. Sein System wurde dann nach und nach von immer mehr Schulen genutzt, darunter auch von der Maryland Residential School, die wahrscheinlich die erste Schule war, die TC einführte, und deren Direktor David Denton einer ihrer größten Befürworter ist.
Als die Beliebtheit dieser Kommunikationsform zunahm, akzeptiert 1976 die Conference of Executives of American Schools for the Deaf die Gebärdensprache. Doch obwohl zwei Drittel der Schulen angaben, Gebärdensprache zu verwenden, beherrschten die meisten Lehrer die Gebärden nicht und änderten dies nicht.
In den 1970er und 1980er Jahren verwendeten die meisten Gehörlosenschulen und die meisten großen Organisationen in diesem Bereich TC. Obwohl es in den späten 1990er Jahren eine Debatte zwischen TC und zweisprachigen oder bimodalen Programmen gab, „ist die totale Kommunikation die am häufigsten verwendete Kommunikationsform in Bildungseinrichtungen für gehörlose Kinder“.
TC sollte einen Mittelweg in uralten Streitigkeiten zwischen Oralismus und Manualismus finden und eine Alternative zur simultanen Kommunikation darstellen. In der Praxis verwenden jedoch die meisten Total-Communication-Programme irgendeine Form der simultanen Kommunikation.

## Vorteile
TC kann von Familien und Pädagogen genutzt werden. Da mehr als 90 % der Eltern gehörloser Kinder hörend sind, glauben viele, dass dies bedeutet, dass keine Optionen außer Acht gelassen werden sollte. Da das meiste Lernen durch Interaktion mit anderen Menschen geschieht und dies nur möglich ist, wenn alle dieselbe Sprache sprechen und verstehen, ist die Wahl der effektivsten Art der Kommunikation mit dem gehörlosen Kind von entscheidender Bedeutung.
Der Hauptvorteil der TC besteht darin, dass sie es dem gehörlosen Kind ermöglicht, alle Kommunikationsarten zu üben und die für die Situation am besten geeignete zu wählen. Studien haben die positiven Auswirkungen der vollständigen Kommunikation auf alle Entwicklungsbereiche gehörloser Kinder gezeigt, sei es auf psychologischer, sprachlicher oder akademischer Ebene.

## Grenzen
TC kann in der Praxis schwierig umzusetzen sein, da ein Lehrer beispielsweise in einem Klassenzimmer auf eine Weise kommunizieren muss, die für alle seine Schüler gleichermaßen verständlich ist. Es ist unklar, ob gehörlose Menschen einen guten Überblick über eine Mischung aus Gebärdensprache und gesprochener Sprache haben oder ob sie nur Beispiele für den schlechten Gebrauch beider sehen. Forscher sind sich nicht einig, ob die Verwendung einer manuell kodierten Sprache nicht zu besseren Lese- und Schreibergebnissen führt.
Der Kanadische Gehörlosenverband unterstützt diese Technik nicht, weil „die meisten Lehrer an Gehörlosenschulen nicht gehörlos sind; sie neigen natürlicherweise dazu, Methoden zu bevorzugen, die auf mündlicher Sprache statt auf Gebärden basieren.“ Daher betrachtet die Canadian Association of the Deaf die vollständige Kommunikation „lediglich als eine weitere mündliche Methode“.